# Комаров, Олег Васильевич
Оле́г Васи́льевич Комаро́в (род. 14 марта 1939, Киев) — советский и украинский актёр театра, кино, радио и телевидения, педагог, писатель. Народный артист Украины (2016). Заслуженный артист Украины (1999). Член Союза театральных деятелей Украины. Член Национального союза кинематографистов Украины.

## Биография
Олег Васильевич Комаров родился 14 марта 1939 года в Киеве. Отец — Василий Леонидович Комаров, погиб в годы войны (1904—1941). Мать — Заслуженная артистка УССР Анна Ильинична Николенко (1906—1984).
В 1961 году окончил Киевский институт театрального искусства им. И. К. Карпенко-Карого.
В 1961—1964 гг. работал в Днепропетровском русском драматическом театре им. М. Горького.
В 1964—1966 гг. — в Театре-студии киноактёра при киностудии художественных фильмов им. Александра Довженко.
С 6 ноября 1966 года — актёр Национального академического театра русской драмы им. Леси Украинки в Киеве.

## Театральные работы
Сыграл более 60 ролей в театре:
1. 1967 — «Брак по конкурсу» — Траверсен
2. 1967 — «Разлом»
3. 1967 — «Традиционный сбор»
4. 1967 — «Есть такая партия!» — Переводчик
5. 1968 — «Большевики» М. Шатрова — Свердлов
6. 1968 — «Разгром» — Стыркша
7. 1969 — «Правду! Ничего, кроме правды!!!» — Чернышевский
8. 1969 — «Справедливость — мое ремесло» — Антон Шапкин
9. 1969 — «На всякого мудреца довольно простоты» — Голутвин
10. 1969 — «Первый удар» — Танев
11. 1971 — «Человек со стороны» — Пухов
12. 1972 — «Город мастеров»
13. 1972 — «Птицы нашей молодости»
14. 1972 — «Самый последний день»
15. 1972 — «Пока арба не перевернулась» — Йовель
16. 1973 — «Добряки» Валентина Зорина — Мужский
17. 1973 — «Варвары» — Дунькин муж
18. 1974 — «Храбрый портняжка»
19. 1974 — «Вечерний свет» — Де Фюнес
20. 1974 — «Генерал Ватутин» — Пленный
21. 1974 — «Последние дни» — Доктор Даль
22. 1975 — «Интервью в Буэнос-Айресе» — Почтальон
23. 1975 — «Странный доктор» — Муравейко
24. 1975 — «Русские люди» — Старик
25. 1976 — «Иванов» — Косых
26. 1976 — «Испытание» — Василий
27. 1977 — «Кремлёвские куранты» — Духовное лицо
28. 1977 — «И отлетим с ветрами» — Маковей
29. 1978 — «Отелло»
30. 1978 — «Будьте здоровы» — Марешаль
31. 1978 — «Хозяйка» — Аристарх Иванович
32. 1978 — «Горе от ума» — Господин Д.
33. 1980 — «Вишневый сад» А. Чехова — Епиходов
34. 1980 — «Веер»
35. 1981 — «Снежная королева» Е. Шварца — Король
36. 1981 — «Прошу занести в стенограмму» — Косинский
37. 1982 — «Не был… не состоял… не участвовал» — Евгений Павлович
38. 1982 — «Игрок» — Евгений Павлович
39. 1984 — «Я пришел дать вам волю»
40. 1984 — «Печка на колесе» — Председатель
41. 1984 — «Бумажный патефон (Счастье мое)» — Оскар Борисович
42. 1985 — «Остров сокровищ» — Пью
43. 1985 — «ОБЭЖ» — Господин Маркович
44. 1986 — «Мамаша Кураж и её дети»
45. 1986 — «Хищники» — Шуберский
46. 1987 — «…а этот выпал из гнезда» — Доктор Спиви
47. 1987 — «Завтрак с неизвестными» — Сосед
48. 1988 — «Кровавая свадьба»
49. 1988 — «Перламутровая Зинаида» — Полковник
50. 1989 — «Сказка про солдата и змею» — Принц Винсент
51. 1991 — «Похищение Джонни Дорсета» О. Генри — Сэм
52. 1992 — «Метеор» — Карл Коппе, издатель
53. 1993 — «Иван-царевич» — Кошей Бессмертный
54. 1993 — «Молодые годы короля Людовика XI» — Бернуини
55. 1996 — «Двери хлопают» — Старичок
56. 1998 — «Кошка на раскаленной крыше» — Доктор Бо
57. 1998 — «Блоха в ухе» — Этьен
58. 1999 — «Блоха в ухе» Фейдо — Этьен
59. 1999 — «Элитные псы (Хозяева жизни)» У. Видмер — Шульц
60. 2004 — «Маскарад»
61. 2004 — «Немного нежности» — Бату
62. 2004 — «Долетим до Милана» — Вагнер
63. 2004 — «И всё это было… и всё это будет…»
64. 2008 — «МаратСад»
65. 2009 — «Бизнес. Кризис. Любовь… /Top Dogs/» — Шульц
66. 2011 — «Чуть мерцает призрачная сцена… (Юбилей. Юбилей? Юбилей!)»
67. 2012 — «Циничная комедия» — Судья

## Фильмография
- 1964 — Повесть о Пташкине — Доня
- 1965 — Хочу верить — Телефонист Вася
- 1965 — Вниманию граждан и организаций — Алексей Иванович
- 1965 — Нет неизвестных солдат — немецкий солдат
- 1966 — Ярость
- 1966 — Их знали только в лицо — Плющев
- 1966 — В западне — Шапочкин
- 1967 — Десятый шаг — Ромео Гигантов
- 1967 — Берег надежды
- 1968 — Эксперимент доктора Абста
- 1971 — Лада из страны берендеев — Судья певческого конкурса, пират
- 1971 — Где вы, рыцари? — Репортёр
- 1973 — Каждый вечер после работы — Калашников, ученик вечерней школы, продавец книг
- 1974 — Поцелуй Чаниты
- 1975 — Потрясающий Берендеев
- 1978 — Сказка как сказка
- 1979 — Метаморфозы — Главный герой фильма
- 1981 — Медвежонок — Цимбалистов
- 1983 — Последний довод королей — Хозяин Мэри
- 1984 — Кто проснётся петухом? — Учитель, он же мастер времени
- 1985 — Кармелюк — Эконом Юзек
- 1990 — Война на западном направлении — Бочаров
- 1993 — Способ убийства — Роджерс
- 1995—1996 — Остров любви — Рыцарь любви
- 1999 — Школа скандала — Мозес
- 2000 — Чек
- 2002 — Кукла — Федин, прокурор
- 2006 — Утёсов. Песня длиною в жизнь — Антрепренёр
- 2007 — Если ты меня слышишь — Игорь Петрович, директор санатория
- 2009 — Доярка из Хацапетовки 2: Вызов судьбе — Мишель, официальное лицо

## Работы на радио
- С 1972 по 2002 год — ведущий радиопередачи на Первом канале «укр. Від суботи до суботи»;
- С 1996 по 2002 год — участник радиоцикла «укр. Вершини світового письменства»;
- С 2003 года — участник цикловой радиопередачи для детей «укр. Малі таємниці великого світу» («пан Профессор»);
- С 2013 года — исполнитель радиоцикла «укр. Детективна історія».

## Работы на телевидении
- Ф. М. Достоевский «Записки из подполья» — телеканал «Тет-а Тет»;
- «Он и Натали» — литературно-документальная композиция, основанная на документах и переписке А. С. Пушкина — телеканал «Нарт»;
- А. С. Пушкин «Граф Нулин» — телеканал «Культура»;
- «укр. Болем серця» — шесть новелл Григора Тютюнника с предисловием друзей писателя — Первый Национальный канал;
- А. П. Чехов «В Москве» — телеканал «Тет-а Тет»;
- В. М. Шукшин «Экзамен» — телеканал «Тет-а Тет»;
- Иван Франко «укр. Неначе сон», «укр. Отець-гуморист» — Первый Национальный канал;
- Чарльз Диккенс «Мартин Чезлвит» — телеканал «Культура»;
- Ирвин Шоу «В кругу света» — телеканал «Культура»;
- Ф. М. Достоевский «Скверный анекдот» — телеканал «Культура»;
- Цикл программ на телеканале «Культура» «укр. Театральні силуети» — автор и исполнитель программ о В. Халатове, В. Дуклере[5], Ю. Лаврове[6], В. Добровольском[7], К. Осмяловской[8], А. Николенко[9], Л. Бакштаеве, Е. Опаловой[10], Н. Яковченко[11], М. Швидлер[12], Д. Милютенко[13], В. Сиваче[14], А. Пазенко, режиссёре И. Молостовой[15], суфлере Я. Бликштейне[16];
- С 2013 года О. Комаров является автором и исполнителем телевизионного цикла «укр. Дещо про кіно» (IV серии) на телеканале «Культура».

## Программы литературных вечеров
Программы литературных вечеров, исполняемых О. В. Комаровым в жанре театра одного актёра:
- Пушкинский вечер: 1. Переписка с близкими, друзьями, недругами (со вступительными поэтическими посвящениями). 2. «Граф Нулин»;
- Вечер зарубежной новеллы: Д. Голсуорси «Рваный башмак», Ф. О. Коннор «Хорошего человека найти нелегко», Р. П. Уоррен «Видели ли вы Сукки?», И. Шоу «В круге света», М. Ларни «Мистер Макклоун»;
- Вечер иронической прозы: Ч. Диккенс — отрывок из романа «Мистер Чезлвит», Ф. Достоевский — отрывок из рассказа «Скверный анекдот», А. Чехов «В Москве», В. Шукшин «Экзамен», М. Жванецкий «Ночью»;
- «укр. Болем серця» новеллы Гр. Тютюнника: «укр. На згарищі», «укр. У сутінках», «укр. Печена картопля», «укр. Холодна м’ята», «укр. Сито-сито» и в его же переводе на украинский язык — новелла В. Шукшина «укр. Нуль–нуль цілих»;
- Ф. Достоевский «Записки из подполья» (моноспектакль);
- Литературный вечер в жанре одного актёра, составленный из произведений, записанных в разное время, на разных телеканалах Киева из разных литературных вечеров Комарова.

## Вечера памяти
На протяжении 2018-2019 годов в киевском Доме кино ежемесячно О. В. Комаровым проводились вечера памяти известных актёров театра и кино. "Экран и сцена" — так назывались эти вечера, которые состояли из выступлений гостей с воспоминаниями о замечательном актёре, потом показывалась о нём телепрограмма из цикла "Театральные силуэты" (реж. Г. Черняк) и в заключение один из лучших современных украинских киноведов Сергей Трымбач  говорил о киноработах этого актёра. Ведущий этих вечеров, а также автор и исполнитель телепрограмм из цикла "Театральные силуэты" —  Олег Комаров.  Все вечера снимались, и из шести из них были созданы радиоверсии, которые неоднократно звучали в эфире Украинского радио. Это радиоверсии вечеров памяти — народных артистов Украины Д. Милютенко, Н. Яковченко, Е. Опаловой, Е. Осмяловской, Л. Бакштаева и режиссёра И. Молостовой. Все эти радиоверсии переданы в центральный Государственный Кинофотофоноархив им. Пшеничного.

## Педагогическая деятельность
- В 1993—1999 годах преподавал сценическую речь на факультете кинорежиссёров Киевского института театрального искусства имени И. К. Карпенко-Карого.
- В 1988—2005 годах (с перерывами) — на актёрском и режиссёрском факультетах Киевского института театрального искусства.
- С 1999 года — по настоящее время — на факультете эстрадного пения Киевской муниципальной академия эстрадного и циркового искусства имени Л. Утёсова.

## Книги
- «Рассказы и воспоминания». — К.: Поэзия. 1998.
- «Театральні спогади. Оповідання» — К.: Поезія. 2001 (укр.) (рус.).
- «Світлi душi театру». — К.: Поезія. 2011 (укр.) (рус.).
- «Світлi душi театру» . Второе дополненное издание. — К.: Фенікс. 2014 (укр.) (рус.).

## Награды и премии
- Народный артист Украины (2016)
- Заслуженный артист Украины (1999)
- В 1998 году О. В. Комаров удостоен литературно-художественной премии им. И. Котляревского за цикл моноспектаклей и популяризацию классики.
- В 2005 году награждён медалью международного академического рейтинга «Золотая фортуна».